# Sibila Líbica (Miguel Ángel)
La Sibila Líbica, de 395 x 380 cm, es un fresco de Miguel Ángel de hacia 1512 y forma parte de la decoración de la bóveda de la Capilla Sixtina, en los Museos Vaticanos de Roma, encargada por el papa Julio II.

## Historia
Al pintar la bóveda, Miguel Ángel procedió desde el tramo cerca de la puerta de entrada, la usada durante las entradas solemnes a la capilla del pontífice y su séquito, hasta la parte sobre el altar. La Libica así pues, que se encuentra en el noveno tramo a partir de la puerta, fue una de las últimas figuras en ser pintadas, en octubre de 1512.
La figura requirió diecisiete "jornadas" de fresco.

## Descripción y estilo

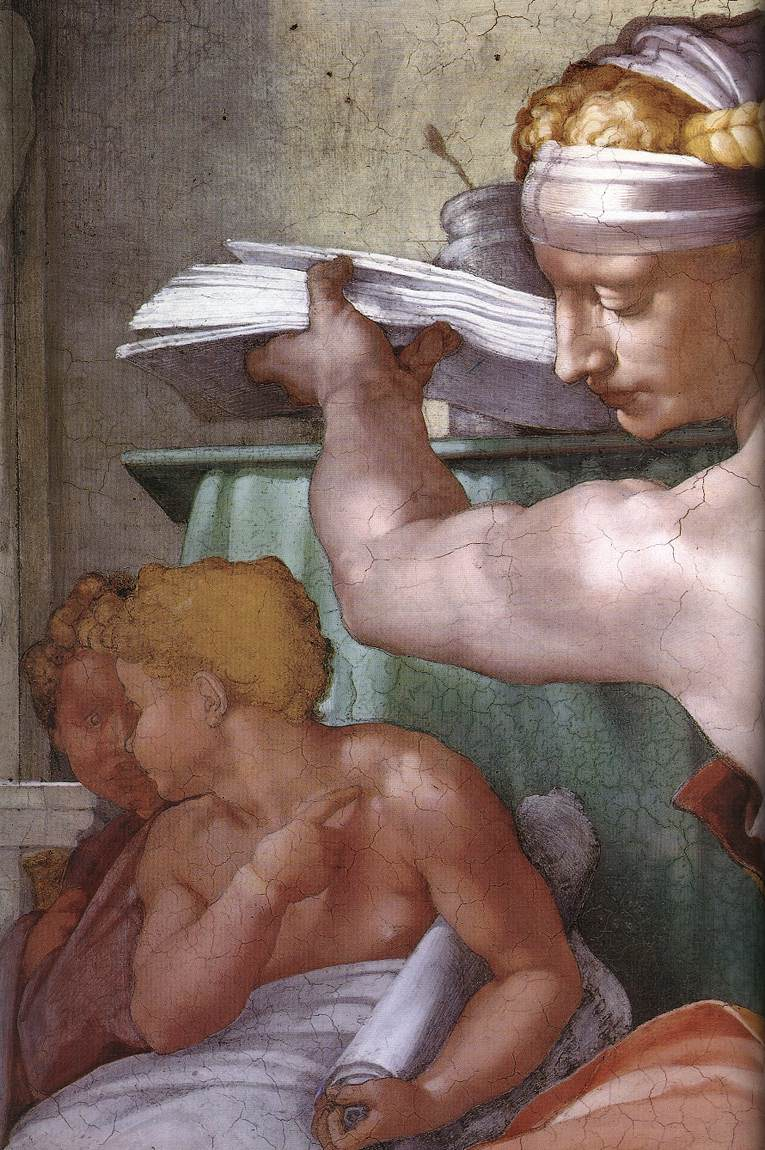
Detalle.

La Sibila Líbica forma parte de la serie de los Videntes, colocados sobre amplios tronos arquitectónicos fingidos sobre las ménsulas. Cada uno de ellos está acompañado de un par de jóvenes asistentes y sobre un gran asiento marmóreo, entre dos pilares con fingidos altorrelieves de amorcillos por parejas, en varias posiciones. Su nombre está escrito (en este caso LIBICA) en igualmente simuladas tablitas bajo la plataforma que hace de base al trono, sostenidas por otro amorcillo.
La pose de la Sibila Líbica es una de las más complejas de toda la bóveda: está representada en el acto de levantarse, y los pies, las piernas, el torso, la misma inclinación de la cabeza casi indican una rotación del cuerpo sobre sí mismo, dando la impresión de una figura serpentina en pleno acto de elevarse. El pie derecho de hecho, en punta para sostener el peso, mientras el cuerpo está girando con el torso y la cabeza. En su movimiento, queda captada en el momento en el cual levanta el gran libro de las profecías del atril donde también se aprecia un tintero, extendiendo los brazos musculosos, que en cierto modo recuerdan los del célebre Tondo Doni, en el cual la Virgen María da media vuelta para coger entre sus brazos al Niño Jesús. Existe también una lectura opuesta de la escena, según la cual está en cambio posando el libro y sentándose: la cuestión, que puede parecer hoy irrisoria, mantuvo ocupados largo tiempo a los tratadistas del siglo XVI. La pose compleja fue modelo y fuente de inspiración para numerosos manieristas.
La parte superior del busto está desnuda, de modo que la sibila ofrece los hombros y omóplatos a la vista del espectador. El colorido combina tonos muy delicados (violeta, rosa, amarillo, gris y verde), brillantes y matizados al mismo tiempo y ricas iridiscencias, de estudiada luminosidad.
Casi escondidos por la majestuosa figura hay detrás en la sombra dos amorcillos desnudos que se miran: uno de estos, con un rollo bajo un brazo, indica al otro con la mano derecha a la sibila, volviéndose de perfil. Estos están trazados más rápidamente, según un estilo que se observa en muchas escenas de la bóveda, que define claramente las partes en primer plano y esboza rápidamente las del fondo o en sombra, dando el efecto de escala del espacio similar a  la técnica escultórica (como en el Tondo Pitti). 
De la Líbica se ha conservado un célebre dibujo preparatorio a la sanguina en el Museo Metropolitano de Arte de Nueva York.

## Imágenes de la Sibila Líbica

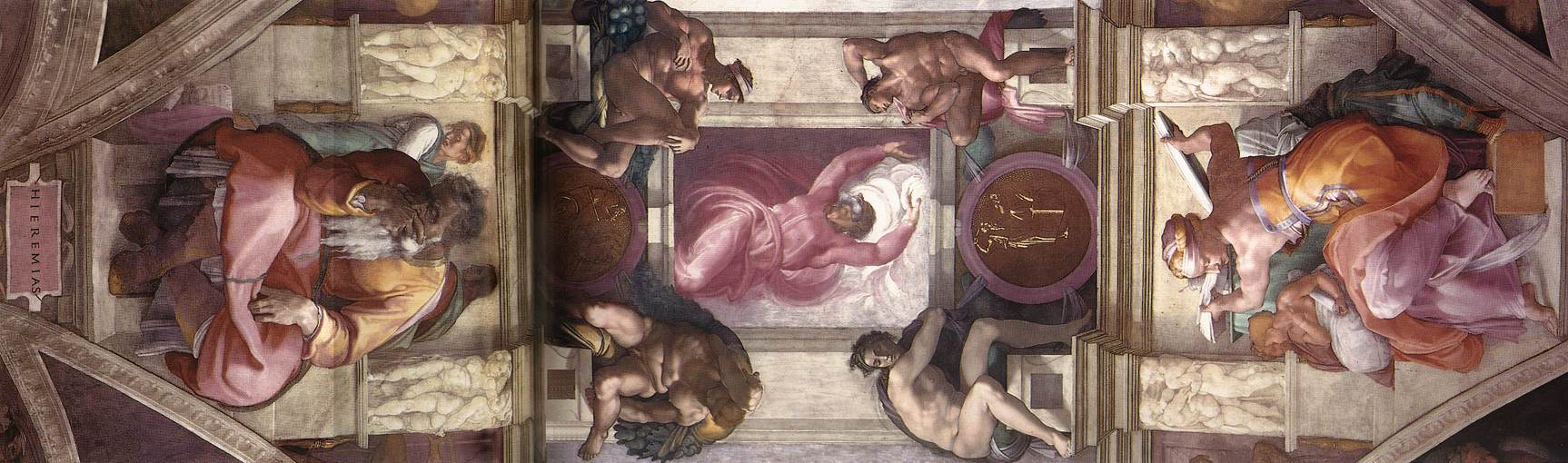
El noveno tramo de la bóveda.
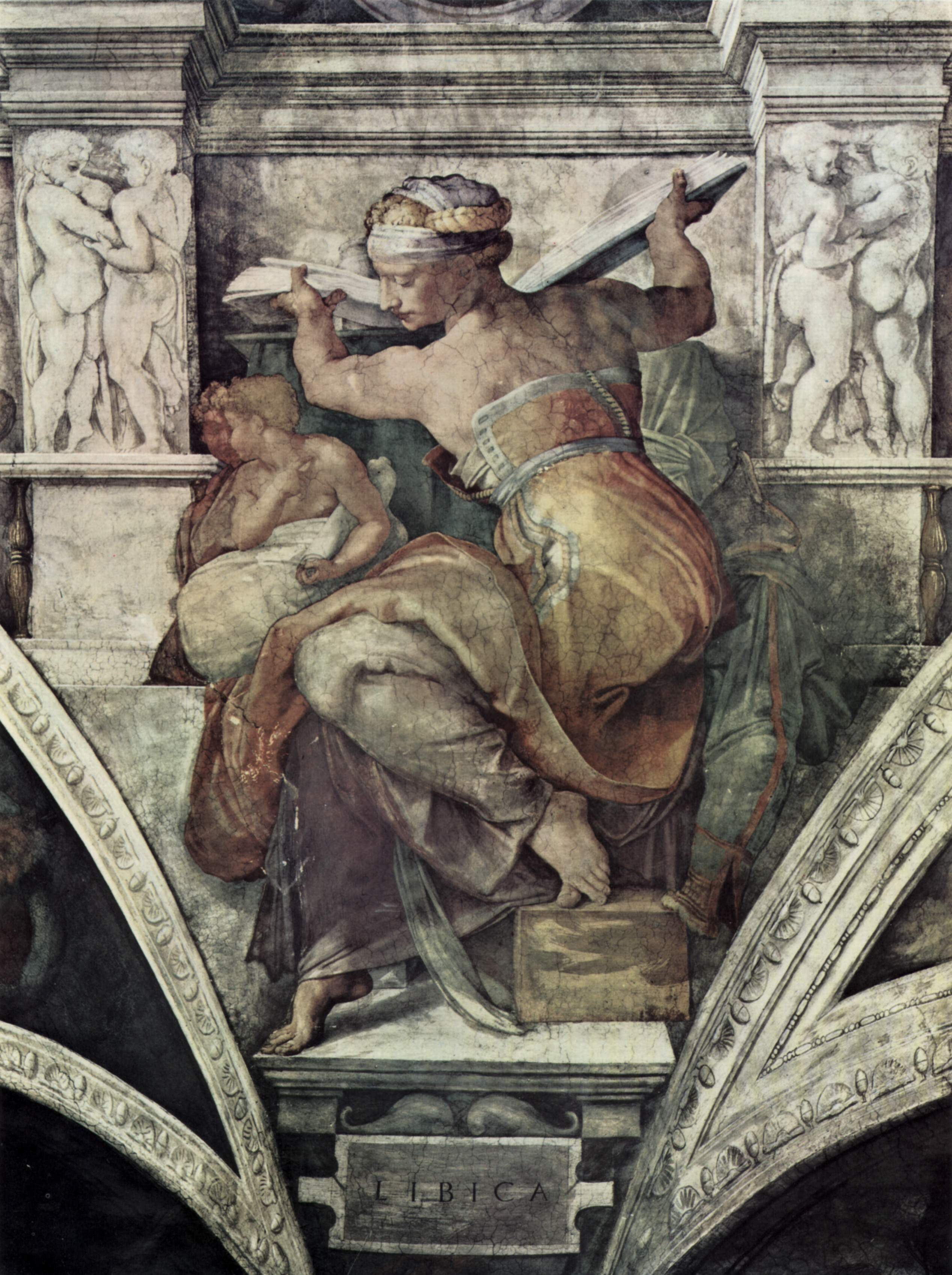
Antes de la restauración de los años 1980.
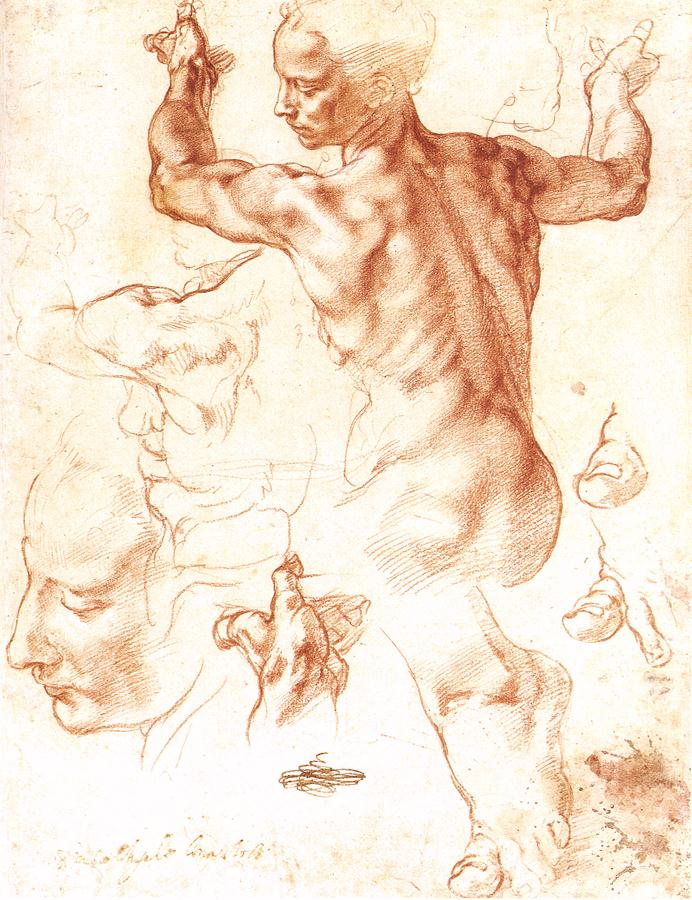
Dibujo preparatorio en el MET.

## Otros proyectos
- Wikimedia Commons contiene imágenes y otros archivos de Sibilla Libica

- Datos: Q3960008
- Multimedia: Sistine Chapel ceiling - Libyan Sibyl / Q3960008